# Temat na pierwszą stronę
Temat na pierwszą stronę (org. Numero zero, pol. Numer zerowy) – powieść Umberto Eco opublikowana w 2015 w mediolańskim wydawnictwie Bompiani. Pierwsze polskie wydanie ukazało się w tym samym roku nakładem wydawnictwa Noir sur Blanc, w tłumaczeniu Krzysztofa Żaboklickiego.
Powieść przedstawia wizję świata kształtowanego przez media, z pozoru tylko niezależne, a w istocie kierowane przez wiele czynników politycznych i biznesowych. Odnaleźć tu można elementy political fiction, thrillera, romansu i gorzkiej groteski. Główną postacią jest Pan Colonna, trzeciorzędny dziennikarz, człowiek bez właściwości oraz większych życiowych osiągnięć. W 1992 nieznany mu wcześniej Pan Simei składa mu propozycję opisania w książce (jako ghostwriter) pasma przygotowań do otwarcia nowego dziennika Jutro, w których będzie brał udział. Relacja z tego procesu nie musi się ściśle trzymać faktów, może być podkolorowana, a sam dziennik ma być narzędziem oddziaływania wpływowego biznesmena Vimercate, właściciela około dwudziestu innych czasopism. Colonna podczas redagowania materiałów zakochuje się w innej redaktorce Mai Fresii. Kluczową postacią jest redaktor Romano Braggadocio (w angielskim – fanfaron), który przedstawia częściowe dowody na to, że śmierć Benita Mussoliniego nigdy nie miała miejsca, a zabito w istocie jego sobowtóra. Wspominane są też, związane z tym, operacja Gladio, terroryści z Czerwonych Brygad, afery Banku Watykańskiego, czy też Loża P2.